# Pussy
Pussy – utwór zespołu Rammstein, wydany 18 września 2009 jako pierwszy singiel promujący album Liebe ist für alle da. 
Ilustrujący utwór teledysk w reżyserii Jonasa Åkerlunda miał premierę 16 września 2009 na stronie visit-x.net. Teledysk zawiera sceny z członkami zespołu w stereotypowych rolach aktorów pornograficznych (Till Lindemann jako Playboy, Christoph Schneider jako CEO, Paul Landers jako kowboj, Oliver Riedel jako Mr. Pain, Richard Kruspe jako Partyboy, i Christian Lorenz jako shemale – Heeshie). 
Singiel wydany został w kilku wersjach:
- Pussy Limited Edition Digi Pack CD+Poster
- Pussy Limited Edition Hand Numbered 12 Inch Single
- Pussy Limited Numbered Edition Etched Viagra Blue 7 Inch
- Pussy Limited Edition 7 Inch, 12 Inch and CD Single

## Lista utworów
1. "Pussy" (Radio Edit) – 3:48
2. "Rammlied" – 5:19